# Perruche à ailes vertes
Alisterus chloropterus
Espèce
Statut de conservation UICN

 LC  : Préoccupation mineure
Statut CITES
La Perruche à ailes vertes (Alisterus chloropterus) est une espèce d'oiseaux appartenant à la famille des Psittacidae.

## Description
Cette espèce ressemble beaucoup aux Perruche royale et Perruche d'Amboine. Elle mesure environ 36 cm de long.

## Sous-espèces
D'après la classification de référence (version 5.2, 2015) du Congrès ornithologique international, cette espèce est constituée des trois sous-espèces suivantes (ordre phylogénique) :
- A. c. moszkowskii (Reichenow, 1911) ;
- A. c. callopterus (D'Albertis & Salvadori, 1879) ;
- A. c. chloropterus (Ramsay, 1879), peuplant l'est de la Nouvelle-Guinée.

## Habitat
Cet oiseau peuple les forêts denses jusqu'à 2 800 m d'altitude.

## Répartition
Cette espèce vit dans la partie orientale de la Nouvelle-Guinée où elle est fréquente, en particulier en Papouasie.